# やど助
やど助（やどすけ）は、千葉県野田市の関宿地区のPRマスコットキャラクターである。

## プロフィール
- 性別 - 男
- 年齢 - 不明
- 誕生日 - 不明
- 身長 - 非公開
- 体重 - 非公開
- 胴回 - 非公開
- 趣味 - 花見
- 特技 - 将棋
- 好きなもの - 枝豆、ぼたん、さくらの木、など
- 性格 - 関宿城の桜から生まれた侍の姿をした恋の妖精。関宿に江戸の昔の城下町のにぎわいをもう一度取り戻し、関宿城の周りをさくらの花で満開にして多くの人々に楽しんでもらい、関宿の住民にも楽しく安心して暮らせる日を目指して、日夜、関宿城から見守っています。照れ屋で人前では喋れない。キャッチコピーは「恋を助太刀 関宿の侍」

## キャラクター誕生
当初、やど助は関宿地区の歴史講座紙人形劇に登場したキャラクターであった。
「やど助」の他に「城太郎」、「小町」といったキャラクターが登場していたが「やど助」をゆるキャラとして採用する事になった。
名前は野田市関宿の「やど」を基に命名された。頭のハート型のちょんまげはご当地ソング利根の恋歌の歌詞に因んだもの。刀は野田市名産の枝豆をモチーフにし、盾は将棋の駒をモチーフにしている。理由は関宿地区出身の名人関根金次郎が由来である。頭の花飾りは関宿町の花牡丹。
好きな人を想いながら ハートのちょんまげに触れると恋が叶うとされている。

## グッズ
- ステッカー
- ボールペン
- キーホルダー
- ストラップ

## 歴史

### 2012年
- 関宿地区の歴史講座の紙人形劇に登場する。

### 2013年
- 街の商工会の催しの際のパンフレットに登場している。
- 野田市関宿商工会青年部主体で ゆるキャラとして運用する事が決定される。

### 2014年
- 関宿城さくらまつりにてやど助がお披露目された。同じ千葉県のゆるきゃらチーバくんとバーターで登場していた。
- やど助Twitterへの参加を開始。公式アカウントが作られる。
- ゆるキャラグランプリ2014にエントリーした。結果は1698体の中で967位だった。11月1日 - 11月3日の大会中、会場限定のキーホルダーとストラップの販売が行われた。
- 世界キャラクターさみっとin羽生 11月22日、23日にエントリーしている。

### 2015年
- 関宿まつりのポスターにも登場し徐々に知名度が増している様子。
- ゆるキャラグランプリ2015へのエントリーを発表。
- 市内小中高校へのイベントの参加が積極的に行われる。

### 2016年
- 4月9日に関宿城さくらまつりがINGRESSの公式イベント「Mission Day Sekiyado Castle Sakura Festival」とコラボするに伴い、無料配布されたカードにやど助が採用される。

## Twitter
2014年9月から運用され始める。本人による呟きで、主な登場人物は、「偉い人」「マネージャーさん」「ボディーガードさん」である。
偉い人
野田市関宿商工会青年部の役員達の事をさしていると思われる。
マネージャーさん
24時間365日やど助に同行しているようである。同市の二川中学校の卒業生らしい。
ボディーガードさん
やど助いわく、こわもてでガタイが良いが 優しいお兄さん。同市の木間ヶ瀬中学校の卒業生らしい。
一番偉い人
野田市商工会青年部のその年度の部長の事を挿していると思われる。
Ｏ画伯
やど助を中心にした手書きイラストを書いてくれる人。偉い人達の一員。
ツイッター上でのやど助は、じょう舌で積極的である。